# Дубосище (деревня)
Дубоси́ще   — деревня  в  Смоленской области России,  в Глинковском районе. Население – 31 житель (2007 год)   Расположена в центральной части области  в 8 км к западу от села Глинка,  в 14,5 км северо-западнее  автодороги Р96 Новоалександровский(А101)- Спас-Деменск — Ельня — Починок. В 6 км севернее деревни железнодорожная станция Добромино на линии Смоленск  - Сухиничи, на берегу реки Волость. Входит в состав Белохолмского сельского поселения.   

## История
24 октября 1812 года во время Отечественной войны в деревне соединились партизанские отряды Давыдова,Сеславина и Фигнера перед знаменитой Битвой под Ляхово.
В годы Великой Отечественной войны деревня оккупирована гитлеровскими войсками в июле 1941 года, освобождена в ходе Ельнинско-Дорогобужской операции в 1943 году.,.

## Экономика
Фермерское хозяйство «Фантазия», средняя школа, дом культуры .

## Известные люди
- 13 октября 1906 года в деревне родился  заслуженный художник РСФСР Добросердов, Михаил Владимирович [4].

## Достопримечательности
- Археологический памятник федерального значения: курганная группа (15 курганов VII – XIII веков в 1 км к юго-западу от деревни, на берегах реки Волость  [5]